# Ferramentas Good
As Ferramentas Good são utilitários, criados por Cowering  para o modo console do Microsoft Windows, que permitem organizar ROMs. São capazes de renomear e organizar coleções de ROMs de vários modelos de videogame e computadores antigos. Essas ROMs podem então ser executadas nas máquinas originais, ou nos computadores mais modernos (por ex., um PC ou Mac), usando o correspondente emulador.
Apesar de terem sido  compiladas apenas para o Windows, e de seu código não estar disponivel para ser modificado, as ferramentas Good, ou Goodsxxxx, podem ser usadas em outros sistemas operacionais (Ex. Linux), usando algum nível de compatibilidade, como o Wine.

## Lista de sistemas abrangidos pelas Ferramentas Good
| Nome     | Sistema                                 | Versão    | ROMs Conhecidas |
| -------- | --------------------------------------- | --------- | --------------- |
| Good2600 | Atari 2600                              | 3.14      | 7,216           |
| Good5200 | Atari 5200                              | 2.01      | 284             |
| Good7800 | Atari 7800                              | 2.04      | 183             |
| GoodChaF | Fairchild/Luxor/Zircon/SABA Channel F   | 3.13      | 57              |
| GoodCoCo | Tandy Color Computer                    | 3.13      | 109             |
| GoodCol  | Colecovision                            | 3.14      | 459             |
| GoodCPC  | Amstrad CPC                             | 3.1415    | 27103           |
| GoodGB64 | Commodore 64                            | 3.00      | 17,067          |
| GoodGBA  | Nintendo Game Boy Advance               | 3.14      | 34,118          |
| GoodGBx  | Nintendo Game Boy/Game Boy Color        | 3.14      | 9,333           |
| GoodGCOM | Tiger Game.com                          | 3.14      | 30              |
| GoodGen  | Sega Genesis                            | 3.00      | 5,871           |
| GoodGG   | Sega Game Gear                          | 3.13      | 666             |
| GoodINTV | Mattel Intellivision                    | 2.03      | 238             |
| GoodJag  | Atari Jaguar                            | 2.01      | 139             |
| GoodLynx | Atari Lynx                              | 2.01      | 300             |
| GoodMO5  | Thomson MO5                             | 1.00      | 391             |
| GoodMSX1 | Microsoft MSX                           | 0.999.3   | 589             |
| GoodMSX2 | Microsoft MSX2                          | 0.999.3   | 166             |
| GoodMTX  | Memotech MTX                            | 1.02      | 98              |
| GoodN64  | Nintendo 64                             | 3.14      | 3,044           |
| GoodNES  | Nintendo NES                            | 3.14      | 16,384          |
| GoodNGPX | SNK Neo Geo Pocket/Neo Geo Pocket Color | 3.14      | 342             |
| GoodOric | Oric/Atmos/Telestrat                    | 2.01 beta | 1,236           |
| GoodPCE  | NEC Turbo Grafx 16/PC Engine            | 1.09a     | 1,565           |
| GoodPSID | Commodore 64 PSID music                 | 0.999.4   | 30,365          |
| GoodSAMC | Miles Gordon Technology SAM Coupé       | 2.03      | 796             |
| GoodSMS  | Sega Master System                      | 3.13      | 1026            |
| GoodSNES | Nintendo SNES/Satellaview               | 2.04      | 11,337          |
| GoodSPC  | Nintendo SNES SPC music                 | 2.01      | 31,148          |
| GoodSV   | Watara Supervision                      | 2.01      | 47              |
| GoodVBoy | Nintendo Virtual Boy                    | 2.01      | 66              |
| GoodVECT | General Computer Vectrex                | 1.06      | 287             |
| GoodWSx  | Bandai WonderSwan/WonderSwan Color      | 3.14      | 346             |